# Naja nubiae
Naja nubiae, també coneguda com a "Cobra escupidora de Núbia", es tracta una espècie de serp del gènere Naja, de la família Elapidae.

## Troballa i distribució
La serp va ser descrita per primera vegada pels naturalistes Wüster i Broadley, l'any 2003, i es pot trobar als següents països del continent africà: Txad, Egipte, Eritrea, Níger, el Sudan.

## Hàbitat i característiques
Es tracta d'una espècie de serp verinosa, i de comportament agressiu.